# 福岡県立久留米筑水高等学校
福岡県立久留米筑水高等学校（ふくおかけんりつくるめちくすいこうとうがっこう）とは、福岡県久留米市山川町にある県立の高等学校。

## 概要
歴史
1907年（明治40年）に「三井郡三井農学校」（実業学校）として創立。1948年（昭和23年）の学制改革により、新制高等学校となった。長く、農業に関する学科のみを有する農業高等学校であったが、1991年（平成3年）には社会福祉科（福祉に関する学科）の新設により、現校名に改めた。1994年（平成6年）には食品調理科（家庭に関する学科）を新設し、現在では農業・福祉・家庭に関する学科を有している。2022年（令和4年）に創立115周年を迎えた。
設置課程・学科
全日制課程 5学科
- 園芸技術科（農業に関する学科）- 旧・生物工学科
- 食品流通科（同上）
- 造園デザイン科（同上）- 旧・環境緑地科
- 社会福祉科（福祉に関する学科）- 介護福祉士の受験資格が取得可能。
- 食物調理科（家庭に関する学科）- 国家試験免除で調理師の免許が取得可能。

校訓
「英知・実行・奉仕」
校章
柏の葉を背景にして、中央に「髙」の文字を配している。
校歌
作詞は江島正光、作曲は岡崎洋子による。歌詞は3番まであり、各番の歌詞中に校名の「久留米筑水校」が登場する。
その他
- 農業高等学校としての歴史が長く、校内外に農場・畑・水田を有している。
- 学校手造り味噌、ジャム、有機野菜、野菜・花苗を販売している。

## 沿革
旧制・農学校（実業学校）時代
- 1907年（明治40年）9月30日 - 三井郡北野町大字今山に「三井郡三井農学校」が開校。
- 1923年（大正12年）4月1日 - 郡制の廃止に伴う県立移管により、「福岡県三井農学校」に改称。定員を150名とする[1]。
- 1934年（昭和9年）4月 - 赤坂農場を独自経営とする[1]。
- 1935年（昭和10年）4月 - 甲種農学校となる[1]。
- 1936年（昭和11年）3月 - 研究科（2年制）を設置[1]。
- 1943年（昭和18年）4月 - 修業年限が4年となる[1]。
- 1947年（昭和22年）4月 - 学制改革（六・三制の実施）の経過措置により、生徒募集を停止。また、新制中学校を併置（以下・併設中学校）し、旧制農学校1・2年修了者を新制中学校2・3年生として収容[1]。

新制高等学校
- 1948年（昭和23年）
  - 4月1日 - 学制改革により、新制高等学校「福岡県立三井農業高等学校」が発足。併設中学校は継承され、1946年（昭和21年）に旧制農学校へ最後に入学した3年生のみとなる[1]。
  - この年 - 定時制課程を設置[1]。
- 1949年（昭和24年）
  - 3月31日 - 最後の卒業生を送り出し、併設中学校を廃止[1]。
  - 8月31日 - 「福岡県立筑水高等学校」に改称。
- 1950年（昭和25年）4月 - 定時制北野分校を設置[1]。
- 1955年（昭和30年）4月1日 - 「福岡県立久留米農芸高等学校」と改称。
- 1962年（昭和37年）4月 - 定時制北野分校の募集を停止[2]。
- 1989年（平成元年）4月1日 - 生物工学科と環境緑地科を新設。
- 1990年（平成2年）4月1日 - 食品流通科を新設。
- 1991年（平成3年）4月1日 - 「福岡県立久留米筑水高等学校」（現校名）と改称。社会福祉科を新設。
- 1994年（平成6年）4月1日 - 食物調理科を新設。
- 1998年（平成10年）8月 - 新体育館が完成。
- 2000年（平成12年）2月 - グラウンドの大規模整備を完了。
- 2007年（平成19年）
  - 9月 - 創立100周年記念式典を挙行。記念として正門が新装される。第二棟の大規模改修工事が完了。創立100周年記念公演にアグネス・チャンが来校。
  - この年 - 修学旅行の目的地が海外（韓国）から国内（長野県・東京都）に変更された。
- 2014年（平成26年）2月 - 食堂・同窓会館「筑水会館」を改築。
- 2017年（平成29年）9月 - 創立110周年記念式典を挙行。記念事業として、ベトナムへの生徒派遣研修を実施（2018年（平成30年）に第2回・2019年（令和元年）に第3回を実施）。
- 2023年（令和5年）12月 - 台湾への生徒派遣研修を実施（第4回）。

## 交通
最寄りの鉄道駅
- JR九州 久大本線 「御井駅」（徒歩10分）

最寄りのバス停留所
- 西鉄バス久留米 「筑水高校前」バス停（学校正門前）

最寄りの幹線道路
- 国道210号

## 周辺
- 久留米市立山川小学校

## 著名な出身者
- 高山征輝（ロックバンドZYYGのボーカル）
- 山田麻莉奈（元HKT48メンバー、現声優・アイドル）